# قطب الدين بختيار كاكي
قطب الأقطاب وقطب الدين خواجة السيد محمد بختيار الحسيني الكاكي (من مواليد 1173 – توفي 1235) كان صوفيًا مسلمًا سنيًا، ووليًّا وباحثًا في الطريقة الجشتية من دلهي، في الهند. كان تلميذًا وخليفة صوفيًّالمعين الدين الجشتي كرئيس للطريقة الجشتية. قبله كان النظام الجشتي في الهند يقتصر على أجمر وناجور. لعب دورًا رئيسًا في ترسيخ النظام بشكل آمن في دلهي. يقع ضريحه بجوار ظفر محل في مهراولي، وهو أيضًا مكان احتفالاته السنوية بالعرس. كان العرس موضع تقدير كبير من العديد من حكام دلهي مثل إلتميش الذي بنى بئرًا قريبًا، وغاندهاك كي باولي له، وشير شاه سوري الذي بنى بوابة كبيرة، وبهادور شاه الأول الذي بنى مسجد مَوتي القريب، وفاروخسيار الذي أضاف شاشة رخامية ومسجدًا.
كان أشهر تلاميذه وخليفته الروحي هو فريد الدين جانجشاكار، الذي أصبح بدوره المعلم الروحي للولي الصوفي الشهير في دلهي، نظام الدين أولياء، الذي كان هو نفسه المعلم الروحي لأمير خسرو ونصير الدين شيراغ دهلوي.
كان لقطب الدين بختيار كاكي تأثير كبير على الصوفية في الهند. من خلال استمراره في تطوير المفاهيم التقليدية مثل الأخوة العالمية والصدقة داخل النظام الشيشتي، بدأ يظهر توجه جديد للإسلام في الهند لم يكن موجودًا من قبل. هذا التوجه أصبح جزءًا مهمًا من الحركة الصوفية التي جذبت العديد من الناس إلى الإسلام في الهند خلال القرنين الثالث عشر والرابع عشر. كان الناس من جميع الأديان، مثل الهندوس والمسيحيين والسيخ وغيرهم، يزورون ضريحه بشكل أسبوعي، ما يعكس تأثيره الواسع والمستمر.

## الحياة المبكرة
وُلِد قطب الدين بختيار كاكي في عام 569 هـ (1173 م) في مدينة أوش القديمة (أو أوش أو عش) في وادي فرغانة (أوش الحالية في جنوب جمهورية قيرغيزستان (قيرغيزستان)، وهي جزء من بلاد ما وراء النهر التاريخية). وفقًا لسيرته الذاتية المذكورة في كتاب "عين أكبري" الذي كتبه في القرن السادس عشر وزير الإمبراطور المغولي أكبر ، أبو الفضل بن مبارك، فقد كان ابن السيد كمال الدين موسى الحسيني، الذي توفي وهو في سن صغيرة يبلغ عامًا ونصف.
كان اسم خواجة قطب الدين الأصلي بختيار، ثم أطلق عليه فيما بعد لقب قطب الدين. هو سيد حسيني، ونسبه كالتالي: هو قطب الدين بختيار بن كمال الدين موسى، بن محمد، بن أحمد، بن حسام الدين، بن رشيد الدين، بن راضي الدين، بن حسن، بن محمد إسحاق، بن محمد، بن علي، بن جعفر، بن علي الرضا ، بن موسى الكاظم ، بن جعفر الصادق. بن محمد الباقر ، بن علي زين العابدين ، بن الحسين ، بن علي بن أبي طالب ، وفاطمة الزهراء بنت النبي محمد. والدته، التي كانت سيدة متعلمة، رتبت تعليمه على يد الشيخ أبي حفص. وأحفاده المعروفون موجودون في كراتشي باكستان. حضرة صاحب زاده سيد محمد متين علي تشيستي وخليفته الروحي وابنه حضرة صاحب زاده سيد محمد ناصر علي تشيستي ماتيني وحضرة صاحب زاده سيد إرشاد علي تشيستي.
بايع قطب الدين بختيار كاكي الخواجة معين الدين الجشتي، وتلقى منه الخلافة والخرقة، عندما مر الخواجة معين الدين الجشتي بأوش في رحلته إلى أصفهان. ثم قاده معلمه الروحي إلى الهند وطلب منه البقاء هناك. وبذلك كان أول خليفة روحي لمعين الدين الجشتي.

## الأعمال
- ديوان الخواجة قطب الدين بختيار كاكي[8]

## معرض الصور

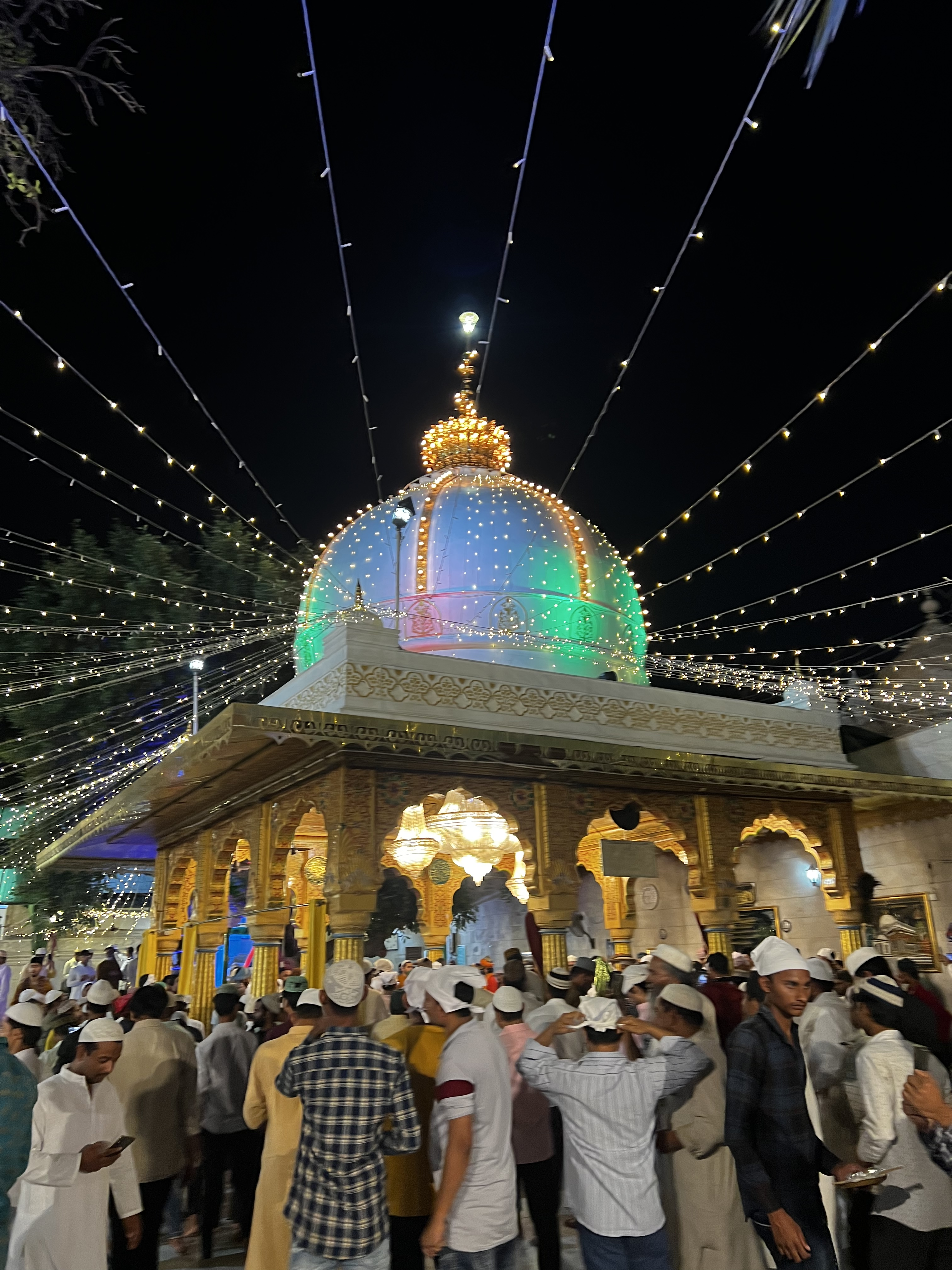
احتفال العرس السنوي

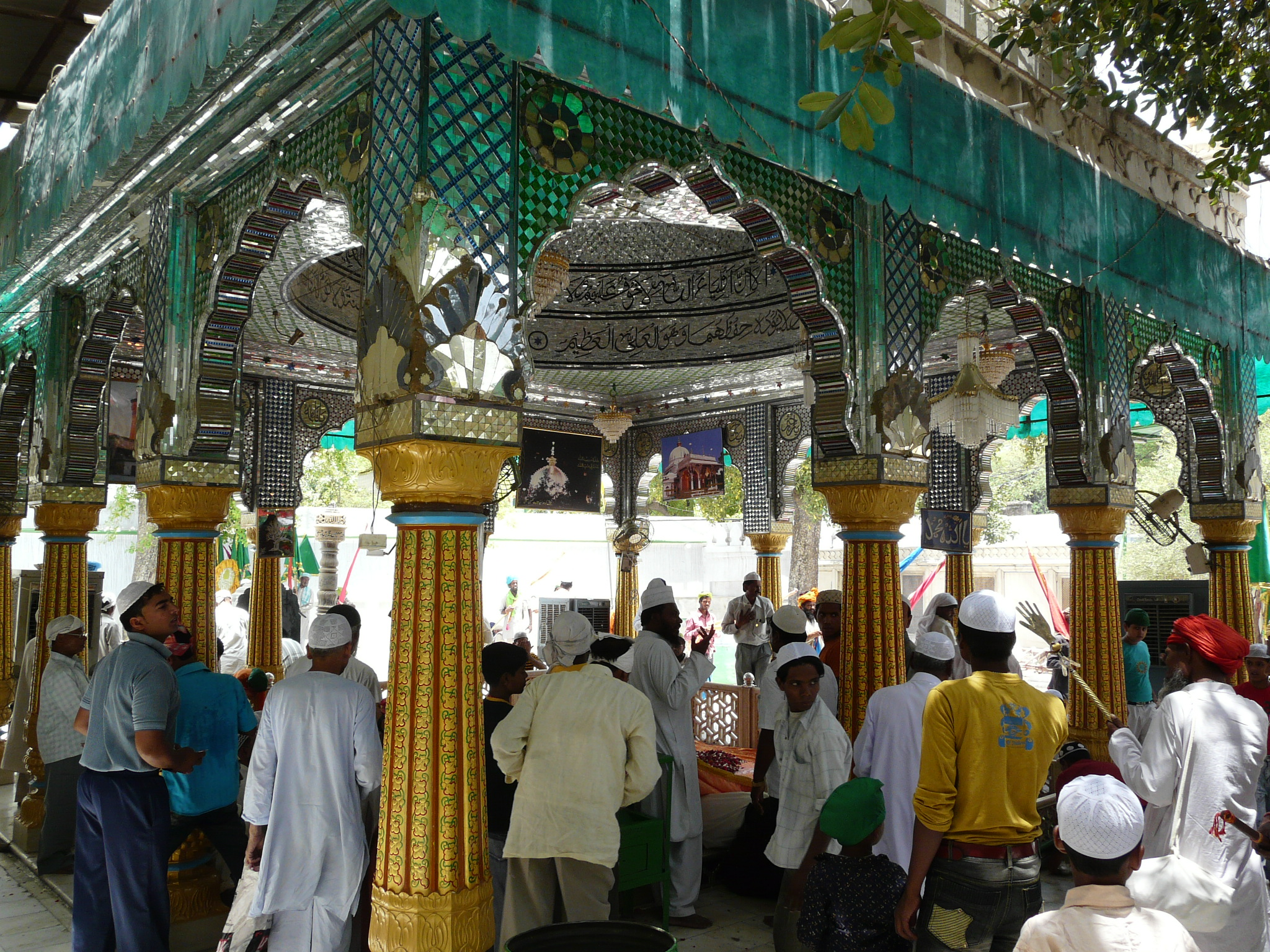
قبر قطب الدين بختيار كاكي، مهرولي
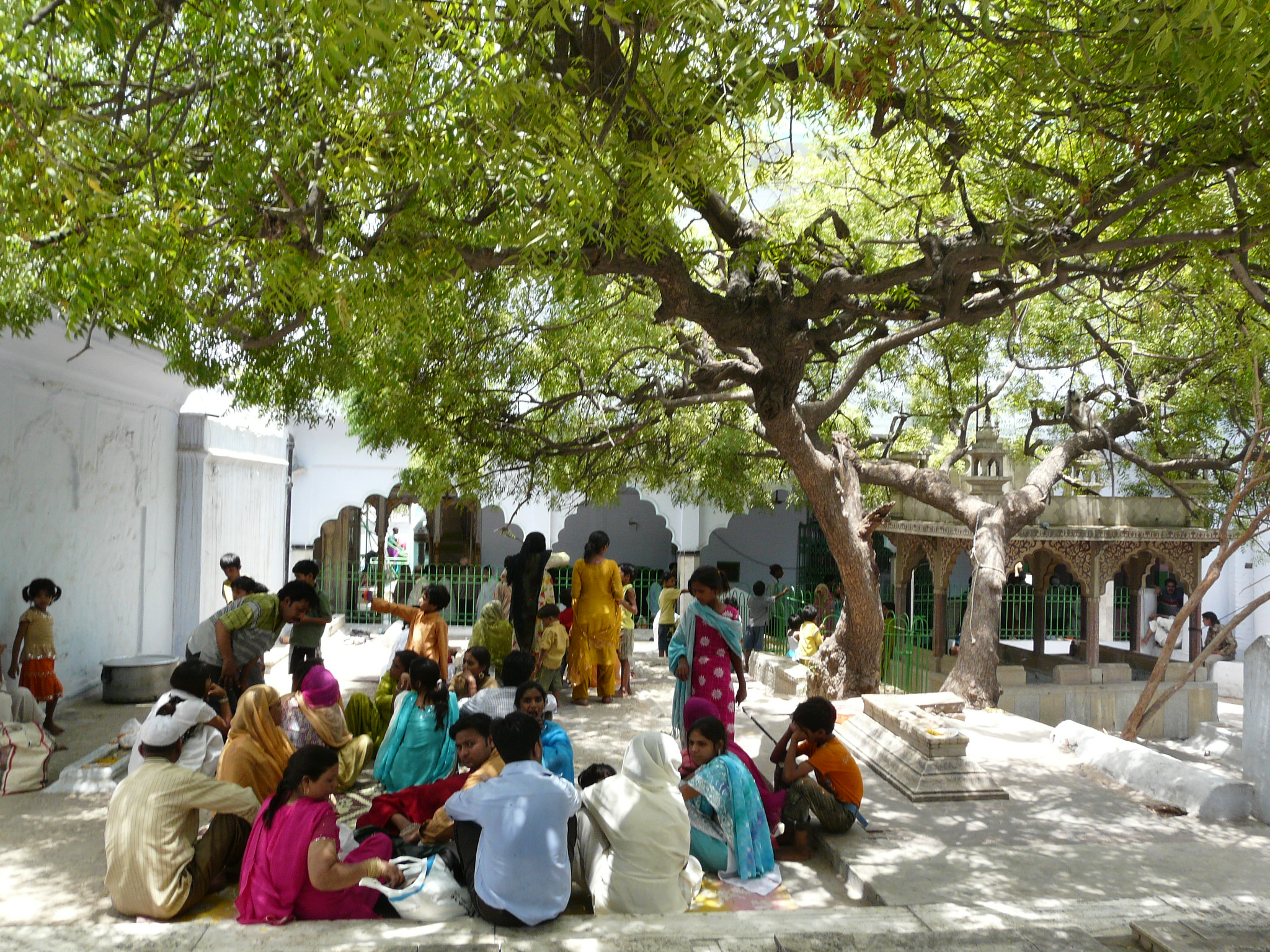
فناء مجمع ضريح قطب الدين بختيار كاكي.
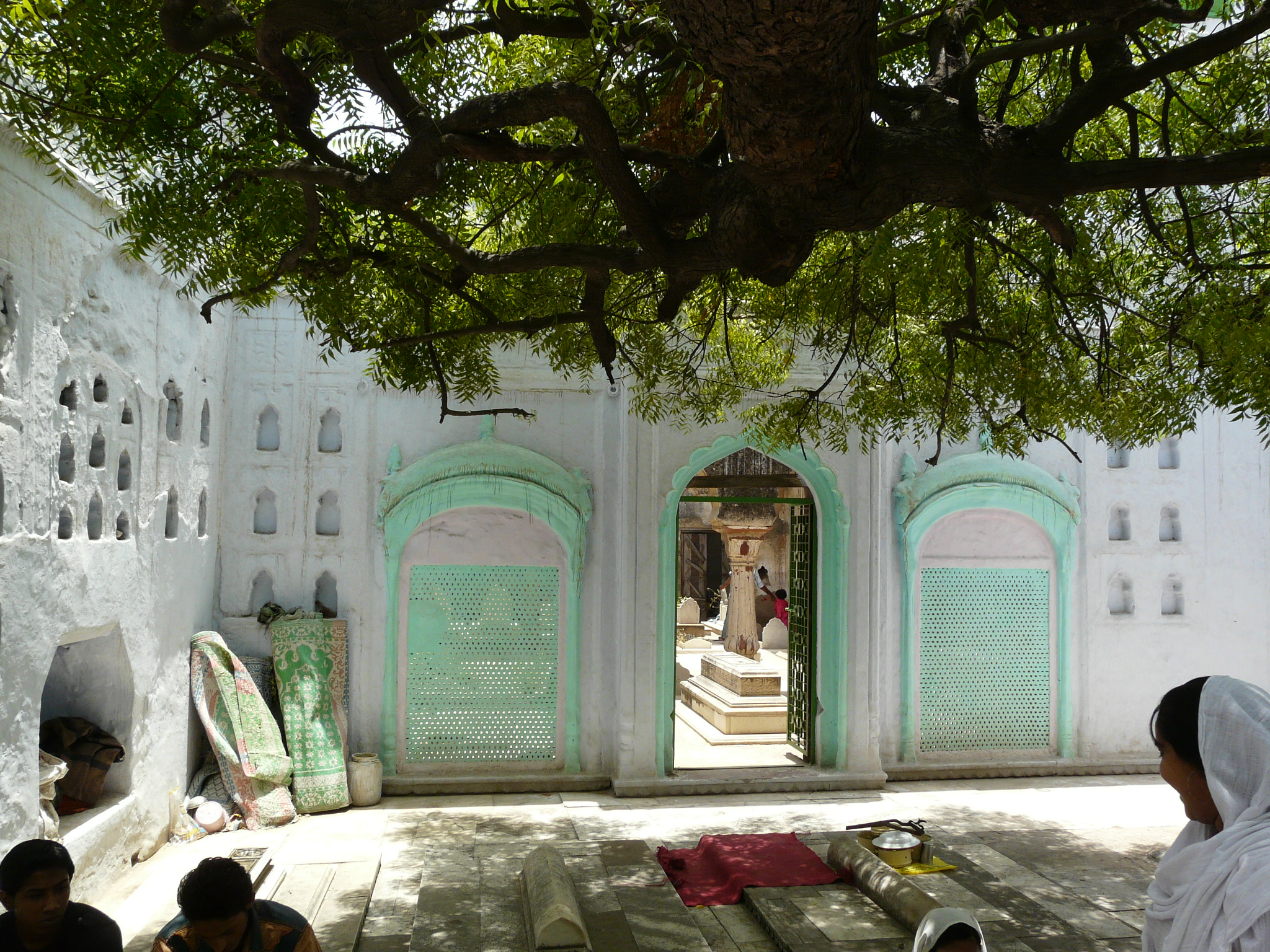
مدخل إلى حظيرة القبر داخل مجمع ضريح قطب الدين بختيار كاكي.
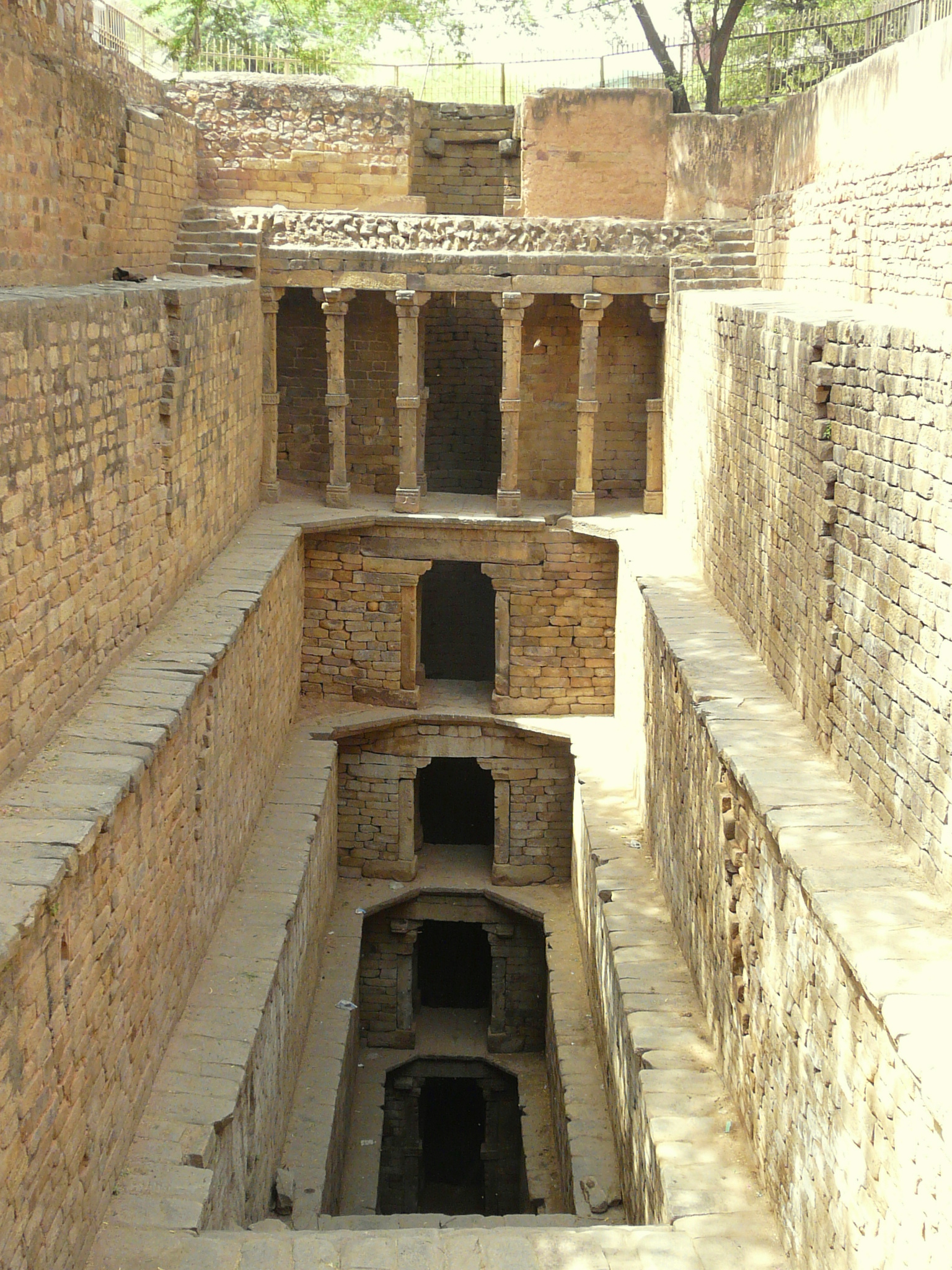
غاندهاك كي باولي ، بئر متدرج في مهراولي، بناه إلتوميش للقديس.
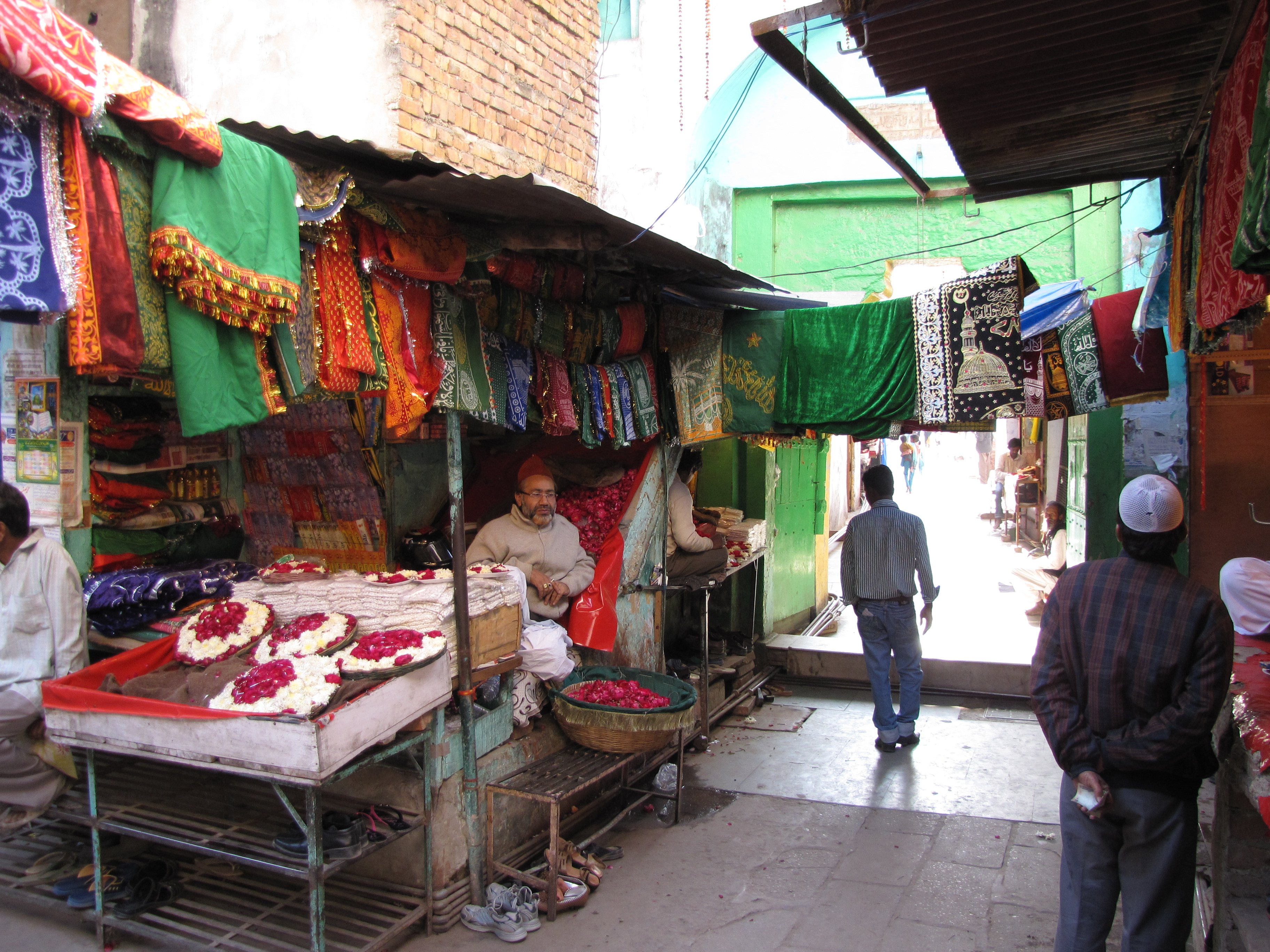
مدخل مجمع الضريح .

## طالع أيضًا
- تراب الحق دارغا
- معين الدين الجشتي
- أشرف جهانجير سمناني

## روابط خارجية
- بعد الظهر مع القديسين (صحيفة الهندو ).
- دارغا قطب الدين بختيار كاكي، مهرولي
- صور من الضميمة التي تحتوي على مقابر ملكية مغولية IGNCA
- "ضريح قطب صاحب في مهراولي"، لوحة من عام 1845 نسخة محفوظة 5 مارس 2016 على موقع واي باك مشين. ، *
- لوحة من عام 1814